# Мачишени (Галац)
Мачишени (рум. Măcișeni) насеље је у Румунији у округу Галац у општини Корни. Oпштина се налази на надморској висини од 149 m.

## Становништво
Према подацима из 2002. године у насељу је живело 954 становника, од којих су сви румунске националности.